# Vida espinosa
Vida espinosa es un álbum en solitario de Ricky Espinosa, cantante de Flema, editado en 1999. El título responde a un juego de palabras entre la existencia atormentada del cantante y su mismo apellido. La tapa del disco es un homenaje a "A Hard Day's Night" de The Beatles y está compuesta por los rostros del propio Ricky, su novia Meche y de amigos y fanes de la banda. El libro del disco comienza con una frase de la película El Cuervo: "El día en que comprendemos que podemos morir, dejamos de ser niños" 
La lista de temas es:
- No necesito modelos
- Odio el sistema social
- Todos los días son hoy
- Vos te fuiste
- Mi dolor
- Siempre igual
- Caigo en un pozo
- Todo da igual
- Gustos diferentes
- Comienza a llover
- Causalidad
- Héroe Nacional
- Dejenla sola en paz
- Todo es una mierda
- Me recordarás?